# ماتيوس
ماتيوس هو لاعب كرة قدم برازيلي في مركز الدفاع، ولد في 3 أبريل 1999. لعب مع نادي فيتوريا.